# Pleasantville (contea di Bedford)
Pleasantville  è una borough degli Stati Uniti d'America, nella contea di Bedford nello Stato della Pennsylvania. Secondo il censimento del 2000 la popolazione è di 211 abitanti.

## Società

### Evoluzione demografica
La composizione etnica vede una maggioranza della razza bianca (95,73%) seguita da quella afroamericana (2,37%), dati del 2000.
| borough di Pleasantville Popolazione |     |
| 2000                                 | 211 |
| Stima al 2009                        | 199 |